# 奧比奇夫
50°43′39″N 32°12′42″E / 50.72750°N 32.21167°E
奧比奇夫（烏克蘭語：Обичів），是烏克蘭的村落，位於該國北部切爾尼戈夫州，由普里盧基區負責管轄，始建於1629年，面積2.43平方公里，海拔高度118米，2001年人口617，人口密度每平方公里254.3人。